# Ilda Boccassini
Ilda Boccassini (Napoli, 7 dicembre 1949) è un'ex magistrata italiana, è stata procuratore aggiunto della Repubblica presso il tribunale di Milano.

## Biografia
Studia Giurisprudenza all'Università degli Studi di Napoli Federico II e si sposa con un giovane avvocato, Alberto Pironti. Scrive la tesi di laurea e nel 1972 la discute incinta del primo figlio Antonio. Entra in magistratura, con funzioni effettive, nel 1979 prestando servizio dapprima alla Procura della Repubblica di Brescia, e ottenendo poco dopo il trasferimento alla Procura della Repubblica di Milano. Si occupa, quasi subito dopo il suo arrivo a Milano, di criminalità organizzata. Diventa  la compagna del collega Alberto Nobili, dalla quale nel 1983 ha la figlia Alice Alberta. La sua prima inchiesta di rilevanza nazionale viene denominata Duomo Connection e ha come oggetto l'infiltrazione mafiosa nell'Italia settentrionale.
All'inizio degli anni novanta entra in rotta di collisione con altri colleghi del pool antimafia milanese e ne viene estromessa dall'allora Procuratore Capo Francesco Saverio Borrelli, ma porta comunque a termine il processo sulla Duomo Connection. Dopo le stragi di Capaci e Via D'Amelio, nel 1992, chiede di essere trasferita a Caltanissetta dove rimane fino al '94 sulle tracce degli assassini di Giovanni Falcone e Paolo Borsellino. Collabora con Ultimo alla cattura di Riina e scopre, in collaborazione con altri magistrati applicati a quelle indagini, mandanti ed esecutori della strage di Capaci. Dopo una breve parentesi alla Procura di Palermo torna a Milano e, su richiesta del Procuratore Borrelli, si occupa dell'inchiesta denominata Mani pulite subentrando ad Antonio Di Pietro dimessosi dalla magistratura il 6 dicembre del 1994. Collabora, quindi, con i colleghi Gherardo Colombo, Piercamillo Davigo, Armando Spataro e Francesco Greco, seguendo in particolare gli sviluppi delle inchieste riguardanti Silvio Berlusconi e Cesare Previti.
Continua ad operare presso la Procura di Milano dove si occupa di indagini sulla criminalità mafiosa e sul terrorismo. Ha diretto a partire dal 2004 le indagini della DIGOS che il 12 febbraio 2007 hanno portato all'arresto di 15 sospetti appartenenti all'ala movimentista delle Nuove Brigate Rosse, denominata anche Seconda Posizione. Secondo l'accusa, la presunta organizzazione terroristica, operante nel Nord Italia, stava preparando attentati contro persone e aziende.
Il 28 maggio 2009 il Plenum del Consiglio superiore della magistratura (CSM) l'ha promossa alla funzione di Procuratore aggiunto della Repubblica presso il Tribunale di Milano.
In seguito indaga sul caso riguardante l'affidamento di una giovane donna marocchina, definito giornalisticamente caso Ruby, nota negli ambienti della politica e della moda, che avrebbe compiuto alcuni furti. L'inchiesta interessa, tra gli altri, l'allora presidente del Consiglio dei Ministri italiano Silvio Berlusconi che, secondo l'accusa, avrebbe esercitato indebite pressioni sulla questura di Milano per ottenere il suo rilascio e che l'avrebbe pagata in cambio di prestazioni sessuali quando era ancora minorenne.
A causa di quest'incarico e di altre attività che hanno impegnato le procure della Repubblica nelle indagini su Silvio Berlusconi per reati quali concorso esterno in associazione mafiosa, prostituzione minorile, concussione, corruzione, strage, appropriazione indebita, traffico di droga, riciclaggio di denaro sporco, abuso d'ufficio, frode fiscale e falso in bilancio, Berlusconi l'ha indicata fra gli appartenenti ad una frangia della magistratura, da lui definita spregiativamente "sovietica" e "comunista".
Si ricorda l'attacco da parte de Il Giornale che, su indicazione di Matteo Brigandì, componente del CSM, citato poi in giudizio per la diffusione dell'informazione stessa, all'inizio del 2011, ricorda che nel 1982 il magistrato era stato sottoposto a provvedimenti disciplinari a causa di atteggiamenti personali, concludendo quindi che la Boccassini non avesse l'autorità morale per condurre le indagini su Berlusconi. Nel dicembre 2011 viene inclusa dalla rivista statunitense Foreign Policy al 57º posto nella lista delle personalità nel mondo che nel corso del 2011 hanno influenzato l'andamento del mondo nella politica, nell'economia, negli esteri.
La Boccassini, assieme al sostituto procuratore Marcello Tatangelo, ha coordinato le indagini che hanno portato il 22 dicembre 2015, la Direzione distrettuale antimafia (DDA) di Milano, all'arresto dopo 32 anni di uno dei presunti autori materiali dell'assassinio del giudice Bruno Caccia avvenuto nel 1983 a Torino per mano di sicari della 'Ndrangheta; si tratta di Rocco Schirripa, panettiere torinese di 62 anni di origini calabresi. Gli investigatori della Squadra Mobile, che già sospettavano un coinvolgimento di Schirripa, hanno inviato una lettera anonima ai sospettati del delitto con una fotocopia di un articolo che riportava la notizia dell'uccisione del procuratore di Torino con scritto a penna il nome del presunto killer, proprio Rocco Schirripa. I sospettati, intercettati, hanno iniziato a fare supposizioni su chi di loro avesse parlato e hanno rivelato il ruolo di Schirripa nell'intera vicenda.
Il 3 dicembre 2019 ha cessato l'incarico di magistrato, avendo raggiunto l'età pensionabile.

## Opere
- La stanza numero 30, Milano, Feltrinelli editore, 2021, ISBN 9788807174032